# Hạt tuyết
Hạt tuyết là một dạng của giáng thủy. Hạt tuyết có đặc trưng là các hạt băng rất nhỏ (<1 mm), màu trắng mờ, khá phẳng hoặc thuôn dài. Không giống như các viên tuyết, hạt tuyết không nảy lên hoặc vỡ khi va chạm. Thông thường, một lượng rất nhỏ rơi xuống, chủ yếu là từ mây tầng hoặc sương mù và không bao giờ rơi dưới dạng mưa rào. Ngoại trừ ở khu vực miền núi, hạt tuyết chỉ rơi xuống với lượng nhỏ.
Mã METAR cho hạt tuyết là SG.